# Емпфертсхаузен
Емпфертсхаузен (њем. Empfertshausen) општина је у њемачкој савезној држави Тирингија. Једно је од 61 општинског средишта округа Вартбург. Према процјени из 2010. у општини је живјело 626 становника. Посједује регионалну шифру (AGS) 16063023.

## Географски и демографски подаци
Емпфертсхаузен се налази у савезној држави Тирингија у округу Вартбург. Општина се налази на надморској висини од 460 метара. Површина општине износи 4,9 km². У самом мјесту је, према процјени из 2010. године, живјело 626 становника. Просјечна густина становништва износи 129 становника/km².